# 雨果·卡布雷的发明
《雨果的秘密》（英語：The Invention of Hugo Cabret），是美国作家布莱恩·塞尔兹尼克所寫及繪圖的一部歷史小說，由Scholastic Press出版公司出版，精装版出版于2007年1月30日，平装版出版于2008年6月2日。由小说改编的电影于2011年11月23日在美国上映。

## 故事概述
这部影片讲述了一个叫雨果·卡布雷的孤儿在巴黎火车站的秘密生活。当雨果的机器人損毀时，他遇到了一个古怪的女孩，并开始了一段神奇的冒险。

## 奖项
- 2009—2010年美国爱荷华州儿童选择奖。
- 少年选择图书。
- 2008年考德科特奖。
- 2007年美国国家图书奖。

## 电影改编
馬田·史高西斯於2007年買下改編電影版權，而約翰·洛根負責編劇。史高西斯於2010年6月在倫敦的謝珀頓製片廠開始拍攝。電影以3D形式製作，2011年11月23日上映，由派拉蒙影視公司發行。